# ようこそ!恋ヶ崎女学園へ
『ようこそ!恋ヶ崎女学園へ』（ようこそ!こいがさきじょがくえんへ）は2014年5月27日にDMM.R18よりリリースされたアダルト恋愛シミュレーションゲームである。2017年12月12日よりスマートフォン版がリリースされた。
リリース時にはAdobe Flashが使用されていたが、2019年4月にHTML5に移行している。

## 舞台・背景

### 背景
時代は現代より少しだけ先。邪悪なウイルス兵器（絶滅ウイルス）により「男子を妊娠する確率1/10」「男子を流産しない確率1/10」「男子が成人出来る確率1/10」から、男子が女子の1/1000となった世界。
この人類滅亡の危機に対し人工受精やクローンを含めた対策はことごとく失敗。唯一の成果は「恋の成就によって誕生した男子は絶滅ウイルスに対する耐性が高い」と言う統計結果のみ。
このことから、各国政府は結婚適齢期の女子を集めた超女学園を作り女子に対し男子への恋愛感情を高める教育（「女子道」の授業）を施し、そこに超男子学園で保護され結婚適齢期までエリート教育を施された男子を各校に一人配属させるという政策を取った。
主人公は超女学園の1つ、恋ヶ崎超女学園（通常は恋ヶ崎女学園と呼ばれる）に配属された男子であり、1人でも多くの女子との『恋の成就』を成し遂げることが目的となる。

### 舞台・恋ヶ崎女学園
上記政策によりつくられたマンモス超女学園。正式名称は『恋ヶ崎超女学園』。
女生徒数は約1000名。現3年生が入学した頃は風紀の乱れた底辺校だったためか2年間男子の編入が無く、1年生から3年生までの全員が男子との接触はこれが初めてとなる。
委員会活動や部活動も非常に活発で、多数の委員会や部がある。自治性を重んじる校風のため、生徒会の権力が非常に強い。
なお、ステージ11までは3年制の学園だが、ステージ12では4年制の学園となる。これは政府の方針によってすべての超女学園が4年制に移行することが発表されたからである。

### 男子部
学園に1人しか配属されない男子はさまざまな意味で頼りにされる。しかし、男子への依頼事を無秩序に受け入れると男子の大きな負担増や、不公平性を生み出すおそれがあるため、男子への諸依頼はすべてこの男子部を通すことになっている。そのため超女学園に配属された男子は、必ず男子部に所属しなければならない。
部員は幕ノ内桜子、鳳凰院桐華、鴬谷小梅と、ステージ12より追加された柳沢雨音の4名。超女学園にとっての宝とも言える学園唯一の男子を管理するという重要な役割を負うことから、男子部の女子部員は各学年から一人ずつの選りすぐりの生徒が選ばれており、生徒会に次ぐエリート集団である。
過去の男子部は「男子を管理する」という立場を悪用して、男子を利権として学校を牛耳っていたことがある。このため、生徒会によって解体および関係者の処分が検討されたことがある。

## ゲームシステム

### 恋の成就
学園における男子の最大の任務であり、目標。女子と身も心も通じ合い、結ばれること。前述のとおり、恋の成就は絶滅ウイルスに対する耐性の高い男子が生まれる確率が高いことが統計学的に証明されており、心から恋人同士となることが求められる。そのため「ハーレムもの」でありながらも主人公は女子からの評判を上げる事を求められる。
一方、この条件さえ満たせば、男子は何人と恋の成就を成し遂げてもよく、一夫一婦制は事実上崩壊している。女子たちもそのような文化、世界観をすでに受け入れている。
この世界では恋の成就はすべてに優先されているため、（お互いの合意さえあれば）授業を中断しての性行為、性行為を校内放送で流す、体育祭の余興として全校生徒前での性行為等も咎められることはない。日中のTV番組で現役アイドルの性行為を放送したことさえある。また「女子道」の授業にはフェラチオやパイズリ等の「男を性的に喜ばせる」為の授業が含まれている。

### 能力、アイテム

#### 男子力
いわゆる攻撃力、守備力のこと。ゲーム上は「ファン（後述）」と呼ばれるカードコレクションシステムによって強化される。バトルやひと脱ぎの成功率に影響する。

#### ファン
一般的なソーシャルゲームでいうカードコレクションのこと。カードのレア度によってNからSSR+まで分類される。ファンは探索（ランダムに現れる）、ガチャによって集めることができる。

##### ガチャ
ファンを集めるための手段の1つ。ファンポイントを使ったノーマルガチャと、魔法石を使ったプレミアムガチャがある。ファンポイントは、バトルおよび探索で集められる。

##### 強化
いわゆるカード合成。合成したカードはベースカードに吸収される。ベースカードの経験値および攻撃力、守備力を強化できる。合成には資金が必要。資金もファンポイントと同様、バトルや探索でためることが出来るほか、カード売却によっても得ることができる。

##### 進化
同一のカードを合成することによってカードのレア度を高めることができる。カードによっては進化を進めることで恋の成就シーンを見ることができる。進化も強化と同様、資金が必要。

### 魔法石
万能の力を持った不思議な石。体力、バトルポイントを完全回復できるほか、プレミアムガチャに使用できる。メインヒロインストーリークリア、サブヒロインへのジュエルのプレゼント（2回目、4回目）、ログインプレゼント等一定の条件で入手できるほか、DMMポイントを使って購入することもできる。

#### 鳳凰院メダル
鳳凰院家の家紋が描かれたメダル。魔法石のようにこれ自体をDMMポイントを使って購入することはできず、基本的に各種ジュエルとの交換や、期間限定のキャンペーン中のガチャのオマケ等でしか入手できない。
魔法石に比べて集めるのが難しいが、一定枚数集めれば消費アイテムやスペシャルジュエルは勿論、特定のレアリティのカードが確実に手に入るチケット等の便利なアイテムとの交換ができる。

### ジュエル
一定条件で入手できる宝石。サブヒロインと恋の成就を果たすためには最低5度一定量（サブヒロインによって異なる）のジュエルをプレゼントしなければならない。
また各種ジュエルはサブヒロインとの恋の成就以外にも上位のジュエルや回復アイテム、そして鳳凰院メダルとの交換にも使用できる。ジュエルは次の種類がある。
グリーンジュエル
最も入手の容易なジュエル。バトルで大勝利を収めると必ずもらえるほか、バトル勝利のルーレットでも比較的入手しやすい。
ブルージュエル
青く輝くジュエル。バトル勝利のルーレット、NPCバトルイベントの景品で入手できる。プレミアムガチャを10回（魔法石50個分）まとめて行うと6つ入手できる。
レッドジュエル
赤く輝くジュエル。かなり入手しにくい。NPCバトルイベントの景品としてもらえるほか、プレミアムガチャを10回（魔法石50個分）まとめて行うと5つ入手できる。
スペシャルジュエル
きわめて入手にしにくい。NPCバトルイベントの最終景品になっているほか、プレミアムガチャを10回（魔法石50個分）まとめて行うと4つ入手できる。
レインボージュエル
イベントでしか入手できないが、イベントキャラ以外で使うこともない。ただし余剰が出た場合は推しガール（イベントキャラに限らない）の愛情獲得アイテムとして使うこともできるほか、5個でグリーンジュエル1個と交換が可能。また、次回のレインボージュエルを使用するイベントに持ち越すことも可能。

### ゲームの進行

#### 探索
通常のストーリー進行。体力を使って探索を行う。探索を進めるにつれて経験値が上がり、一定値になるとレベルアップとなる。レベルが上がると3ポイント与えられ、体力、編成コスト、アビリティポイントに振り分けられる。レベル40までは体力を消費しないことと、体力は最大200（170+友人数）という上限が定められているため、ゲーム内では体力を優先的に上昇させることを推奨している。
探索率が100%になると、メインヒロインのストーリーが一定割合進行する。探索中は、ランダムにファン、ファンポイント、資金を入手できる。
探索中、ランダムにサブヒロインと出会うことがある。サブヒロインとのストーリーをクリアするには5つの3択に正解しなければならない（ただし、うち2つはヒロイン側のインサイドストーリーで、3択は形式的に過ぎずどれを選択しても成功する）。3択に正解すると2ポイントが与えられ、レベルアップの時と同様に振り分けができる。

#### 一肌脱ぎます!
各メインヒロインのストーリーが大詰めになったときにヒロインのために一肌脱ぐ場面が訪れる。通称「ひと脱ぎ」。これに成功するとメインヒロインとの恋の成就成功へのストーリーに展開していく。ひと脱ぎの成否は男子力によって決まる。

#### バトル
男子力を駆使して他のユーザとバトルを行う。勝利するとファンポイントと資金、『大勝利（相手の力を0にする）』するとグリーンジュエルがもらえる。また、敗北しても若干のファンポイントと資金をもらえる。連勝を重ねるとランダムにボーナスルーレットが現れる。ボーナスルーレットは金、銀、銅の3種類あるが、金、銀はイベント開催時など特別な期間しか現れない。
毎月上旬10日程度は「NPCバトルイベント」として、ゲーム側が用意したプレイヤー（NPC）と対戦する。対戦プレイヤーは入門・初級・中級・上級・超級の5段階から選ぶことができる。NPCバトルイベントでは敗北しても相手の体力は回復しない。また、勝利、大勝利の条件が異なり、勝利の条件は「2回以上の挑戦で体力を0にする」、大勝利の条件は「1回の挑戦で体力を0にする」となる。相手の体力を0にできなければ自分の体力との上下にかかわらず敗北となる。大勝利を含め、勝利するとヴィクトリーポイント（VP）がもらえ、VPをためると景品がもらえる。

#### プレゼント
ストーリーをクリアしたサブヒロインはカードがもらえる。その後、一定数のジュエルをプレゼントすることでカードや魔法石がもらえる。プレゼントする毎に親密度が上がり、5度のプレゼントで親密度は最大となる。1度目、3度目、5度目のプレゼントの際にカードがもらえ、進化させることができる。3段階（計4枚）の進化をさせると、サブヒロインとの恋の成就が実現する。
順調にいけば5度のプレゼントで親密度MAXになった時点で恋の成就を実現できるが、親密度MAX後もプレゼントによりカードをもらうことができるので、誤ってカードを売却したり強化に消費したりした場合でも最大進化は可能である。

## 登場人物
ナナ、メインヒロイン、サブヒロインはフルボイスだが、配役は製作者側から公表されていない。香山いちご、Shizuku、美空なつひ、櫻井ありす等の声優が自身のブログやツイッターで公表している。
開発スタッフによれば、ヒロインは現在のところ全員揃ってはおらず、今後も増える予定。ただし、ステージ10を1つの区切りにすると告知されている。
登場人物たちはステージ11とステージ12の間で進級している。このため、主人公及びステージ11までのヒロインの学年には登場時と進級後の学年を併記する。

### 共通の登場人物
主人公
花山 晴男（はなやま はるお）※名前変更可能
2年生→3年生。恋ヶ崎女学園に編入してきた男子。超男子校では落ちこぼれだったため、本編開始の1年前に受けた編入試験に失敗してしまい1年で編入できず、2年からの編入となった。お調子者で人の話もあまり聞かない少し抜けたところはあるが、猪突猛進な面がいい方向に働き、いくつかの困難な事件を解決する。精力はナナによれば世界級で、恋の成就をした相手は全員処女だったにもかかわらず例外なくオーガズムに達しめるほど。
名前はプレイヤーが任意で変更できるが、他のFANZAのブラウザゲームの限定イベント(コラボ)で出演する際は名前が『花山 晴男』で固定され変更不可である。
ナナ
超女学園に配属された主人公にメイドとして派遣された人造少女。正式名称「HU-M-T-777」。「ナナ」は主人公がつけた通称。耳の部分が機械的な以外はほとんど人間の少女と変わらない。
優秀なメイドだが、ときどき毒舌を吐いたり、暴走しそうな主人公をたしなめるなど人間的な部分もある。しかしその人間的な部分は逆に工場から欠陥品扱いされる原因となり、「落ちこぼれ（主人公）になら多少欠陥品でも良いだろう」として配属が決定されなければ廃棄処分される寸前だった。さらには人造少女である自分を人間と同等に扱ってくれた事から、主人公に対してはプログラムとは関係なしに絶対の忠誠を誓っている。
主人公のボディーガードも務めており野生の熊を一瞬でお星さまに出来るほどの強さを誇る。また、恋の成就関係無しに近づこうとする女生徒には「先生に言いつける」という「自動撃退装置」もプログラムされている（人間相手には実力行使が出来ない為）。主人公の性欲処理も担当しており、主人公の初体験の相手でもある。
鳳凰院桐夜
生徒会長。詳細はステージ10参照。
幕ノ内桜子、鳳凰院桐華、鴬谷小梅
男子部部員。詳細は各ステージ（ステージ1・ステージ4・ステージ3）の項参照。

### ステージ1

#### メインヒロイン
幕ノ内桜子（まくのうち さくらこ）
3年生→4年生。男子部部長。長い黒髪をまとう清楚な美人で、男子部をまとめるしっかり者だが、性格は優しく親しみやすく、桐華らにきつくたしなめられる主人公を優しく見守る。実家は木花咲耶姫を祀る神社で、本人も巫女を務める。
主人公が重い風邪をひいたときは献身的に看病したが、持ってきた風邪薬は女性専用で、出産未経験者でも母乳を分泌し、それによって滋養強壮するというものだったが、恥ずかしがりつつも主人公に母乳を与えた。
逆に桜子が重い風邪をひいた時の主人公の献身的な看病により、恋心を抱くようになり、恋の成就へつながる。
入学試験の成績は、桐夜と同点1位だった。このため、1年時は桐夜からしつこく生徒会に勧誘されていた。当初は美化委員に所属していたが、桐夜が男子部を解体・関係者の退学を検討していたことを知り、男子部の立て直しのために男子部部長に就任した。
4年生に進級した後のストーリーとなるステージ12において、実家の神社を継ぐため神職の資格取得を目指していることが明かされた。
桜子が卒業した後は鳳凰院桐華が新たな男子部部長となる予定だった。しかし4年制化のため桜子が卒業しないことになり、桜子は部長職を桐華に譲り引退するつもりであったが桐華が固辞したために引き続き部長を務めることになった。

#### サブヒロイン
氷室静乃（ひむろ しずの）
3年生→4年生。風紀委員。健全な恋の成就を果たすため風紀の乱れを許さないという使命感から厳しく生徒たちを監視している。
何かと素行に問題のあった主人公も最初は厳しく監視されていたが、初めて接する男子に対し、徐々に自分でも不思議な気持ちを抱くようになっていく。言葉の最後に「以上」（「発言終わり」と言う意味）をつけるのが口癖。
寝ている深森美姫を起こすのは彼女が担当することが多い。
針塚つむぎ（はりづか つむぎ）
1年生→2年生。被服部。裁縫の腕前は一流だが、真剣に被服をやりたくて入部したにもかかわらずいい加減な活動しかしない部に嫌気がさし、またそのようなつむぎを他の部員も疎むようになり、孤立していた。
自分が着ている服（ゴシック・ロリータ）など洋服をメインとしていたが、2学期時には和服にも挑戦している。

### ステージ2

#### メインヒロイン
雁部沙月（かりべ さつき）
2年生→3年生。主人公のクラスメート。第1章から登場している。学園唯一の男子ということで何かと好奇の目で見られることが多い中、気さくに接してくれるなど、親しみやすい性格。
一緒に昼食をとるなど仲良く過ごしていたが、恋の成就もしていないのに男子に気さくに接する沙月に他の生徒が不快感を感じるようになり、やがて陰湿な虐めにつながっていく。主人公はそのことを知り、沙月に抱いていたのは友情ではなく恋心だったことを自覚、恋の成就を果たしたことで沙月が虐められる原因が無くなった。恋ヶ崎の喫茶店でアルバイトしている。きっかけは虐めによって学園にいづらくなったことだったが、虐めがなくなってからもアルバイトは続けている。
3年生に進級したことにより、クラス替えのため主人公とは別クラスになる。

#### サブヒロイン
的場悠美（まとば ゆみ）
3年生→4年生。弓道部。弓道着の胸当てが邪魔に見えるほどの巨乳の持ち主で、主人公も胸にばかり目が行っていた。最初はそんな主人公をからかうように雑用ばかりさせていたが、だんだんと弓道の基本を教えるほどに親しくなっていく。
柏田祥子（かしわだ しょうこ）
2年生→3年生。製菓部。お菓子作りの腕前はそのまま商品にしてもいけると主人公が太鼓判押したほど。本人は「おいしく食べてもらえば幸せ」と商品化することに消極的だったが、主人公の奔走により、校内販売にこぎつける。
2年生の時は主人公とクラスメイトであったが、3年生に進級したことによりクラス替えのため別クラスになる。
新辺舞香（にいべ まいか）
2年生→3年生。新体操部。新体操部のエースと期待されるほどの実力の持ち主だが、大変な上がり屋で、いざとなると緊張で実力が出し切れなかった。主人公は自らが新体操に挑戦することで舞香の緊張をほぐした。

### ステージ3

#### メインヒロイン
鴬谷小梅（うぐいすだに こうめ）
1年生→2年生。男子部部員。第1章から登場している。ミルクに目がなく、片時も手放したことがない。主人公や他の男子部部員、初対面の相手にも遠慮なくふるまう。その徹底ぶりは自室に本格的なホモジナイザーを置くほど。外見や言動は幼さが残り、一見抜けている風だが、成績は学年トップクラス（イベント「わいわい夏合宿！」における美鶴の発言。そもそも前述のとおり男子部部員という時点で同学年の中では一番のエリートである。小梅も「これでも男子部員ですからね」と言っている。本人いわく「あとはミルクパワー」らしい）。
可愛い動物が好きで、子犬を見つけた時は校則で禁止されていることを知りつつ密かに飼っていたが、風紀委員に見つかり、保健所送りになる寸前になってしまう。しかし主人公の奔走で里親を確保した。

#### サブヒロイン
木屋留美（きや るみ）
2年生→3年生。桐華のクラスメート。授業をサボっては主人公を遊びに誘うなど不良タイプ。垢抜けており、恋ヶ崎の遊びスポットにも詳しい。しかし時世柄男子に慣れていないのは他の女子と変わらず、ラブホテルに行くときには緊張を見せる一面もある。
美好麗（みよし れい）
1年生→2年生。美化委員。木の葉1枚、塵1つも見逃せないほどの綺麗好き。最初は主人公をガサツと軽蔑していたが、何事も一所懸命な姿に徐々に惹かれるようになっていく。

### ステージ4

#### メインヒロイン
鳳凰院桐華（ほうおういん きりか）
2年生→3年生。男子部部員。第1章から登場している。桐夜の1つ下の妹。姉と同じく凛とした顔つきやきれいな金髪が特徴。言動もお嬢様然としており、「〜ですわ」の語尾が特徴。自身も完璧主義だが、それ以上に完璧な姉にコンプレックスを抱いている。生徒会長の妹でありながら生徒会でなく男子部を選んだのも姉への対抗心が動機だった。
ドジばかり繰り返す主人公に最初は呆れていたが、時が経つにつれ、主人公の人を喜ばせる能力に惹かれるようになっていき、怪我をしたときにお嬢様抱っこをしながら保健室に走る主人公に男性を感じるようになる。

#### サブヒロイン
保科康恵（ほしな やすえ）
保健室に勤務している恋ヶ崎女学園の養護教諭。通常の保健業務以外に、生徒たちの悩みの相談の聞き役にもなっている。
自身は学生時代に恋の成就を果たすことができず、そのため恋愛関係の相談には疎い。このことを主人公に相談するようになり、距離が近づいていく。いつも棒つきキャンディをくわえている。
恋ヶ崎女学園のOGで、深森美姫の姉と同級生だった。
内田栞（うちだ しおり）
2年生→3年生。桐華のクラスメート。図書委員。内気な性格で、クラスメートからの頼まれ事を断りきれず、1人ではかかえきれないほどの雑用を負ってしまう。その様子を心配した桐華が男子部への依頼として主人公に性格改善を頼んだ。本が大好きで、主人公（マンガが大好き）と意気投合するきっかけとなる。
清水純花（しみず すみか）
1年生→2年生。妹としての立ち振る舞いを研究する『妹部』部長。
本人は一人っ子だが母親には実の兄が居て、その話を聞いて兄と言う存在にあこがれを持った。学園唯一の男子である主人公のことを「お兄様」と呼び、交換日記のように手紙をやり取りするが、男子が絶滅寸前になり兄妹の実態がほぼ知られていない世界のためか、その内容は何時も卑猥な妄想に満ちている。

### ステージ5

#### メインヒロイン
八橋綾芽（やつはし あやめ）
2年生→3年生。学園に在籍しているが、現役超売れっ子アイドルのため、滅多に学園に登校しない。生徒たちの人気は絶大だが、人気アイドルとしてお高く留まる性格に主人公は引いていた。
時代柄、率先して恋の成就を果たすことがアイドルのステータスの一つであることから、主人公に擬似恋愛を依頼する。しかしそれが擬似だったことがばれ、アイドルとしての地位を一気に失うことになる。主人公は「普通の女の子でいいじゃないか」と慰めるがずっとアイドルとして活動していた綾芽は「普通」とは何なのか分からず、主人公に教えてほしいと懇願する。主人公はごく普通のデートなどをすることで普通の女の子の楽しみを綾芽に教え、これによって恋の成就へつながる。
恋の成就を果たしてからは、以前のような高嶺の花のような存在ではなく「等身大の女の子」としてアイドル活動復帰を果たす。この後、主人公を「ダーリン」と呼ぶようになる。

#### サブヒロイン
東城杏奈（とうじょう あんな）
3年生→4年生。放送委員。昼の校内放送No.1人気のディスクジョッキー。日本人離れした美しい顔立ちとグラマラスな体型をもつ。主人公は学園唯一の男子ということで何度かゲストに呼ばれているが胸に気を取られて上の空になったこともある。
なお、本作におけるイベント予告アナウンスは「恋ヶ崎Radio」として東城が行うのが慣例となっている。
足達蘭（あだち らん）
2年生→3年生。陸上部。ボーイッシュな性格で、自分のことを「ボク」と呼ぶ。体型は非常にグラマラスだが、運動、特に走ることが大好きで男子の主人公もかなわない俊足。

### ステージ6

#### メインヒロイン
牡丹うすは（ぼたん うすは）、牡丹あげは（ぼたん あげは）
1年生→2年生。双子姉妹ともに演劇部に所属。2人とも演技力は一流で、演劇部期待の星。やや尖った性格のうすは、フレンドリーな性格のあげはと対照的な性格を表してか同じ顔つきでも目つきが違う。
演劇に王子役が必要ということで男子部を通じて主人公に依頼されたことで知り合う。最初の台本は全く使い物にならないもので、公演まで時間がない中、主人公とうすは・あげは姉妹で書き上げた草案をもとに文芸部の協力を得て全面的に台本を書き直したが、天才的演技力を持つ2人はあっという間に役作りを行う。しかし、着替えの際にあげはとともに主人公に裸を見られたうすはは主人公を意識するようになり、スランプに陥る。いよいよ時間がない中、主人公は2人の役を入れ替えるという大胆な提案をするが、これによってうすはもスランプを克服、舞台は大成功を収める。
なお、この世界では「男子人気で評価が揺れる」のを懸念して、男子は順位を決める演劇コンクールには出場禁止である（順位をつけない単なる公演なら問題はない）。

#### サブヒロイン
観月琴葉（みづき ことは）
1年生→2年生。観月流茶道部。京都弁が特徴。恋ヶ崎女学園にはもとから茶道部はあったが、他流と一緒に活動するのを嫌がり、自ら観月流茶道部を立ち上げた。部員は1人しかいないため、事実上の部長。観月流茶道部を普及させたいとの願いから男子部に依頼、主人公は茶道の特訓に明け暮れる。
高城巴（たかしろ ともえ）
2年生→3年生。本校他校ともにスケバンとして恐れられている。女性離れしたいかつい体格をしており、喧嘩も強い。しかし本当は大変な仲間思いで、喧嘩も本当は好きではないが、仲間を守るためにやむなく行動に出たのを誤解されているというのが実情である。学園の中庭にある木に巣を作った小鳥の世話をする心優しい一面もある。

### ステージ7
ステージ7からはストーリーをクリアしてもメインヒロインのカードはもらえない。

#### メインヒロイン
藤沢しのぶ（ふじさわ しのぶ）
2年生→3年生。桐華のクラスメート。桐華とともに学級委員を務めるほどの優等生だったが、突然不登校となり、寮の自室にとじこもるようになった。桐華がしのぶを立ち直らせるべく依頼。主人公はこれまで培った人脈を総動員してしのぶを立ち直らせようと奮闘する。最初は髪もぼさぼさで、口も利かないほどだったが、だんだんと態度を軟化、最後は綾芽の芸能人仕込みのメイクにより、スレンダーな美少女に変身した。
引きこもりの原因は（憧れ存在だった）桐華との良好な関係に嫉妬した者による虐めが原因で、虐めの犯人は生徒会により転校処分となった。

#### サブヒロイン
竹村明日香（たけむら あすか）
3年生→4年生。チアリーディング部。希少な存在である男子を生かしたチアの練習を希望し、男子部に依頼した。
ミシェル・エレクトラ
2年生→3年生。ドイツより編入した。母親は日本人だが、ドイツ人の父親と恋の成就を果たし、ミシェルを出産した。少々片言ではあるが、日本語でのコミュニケーションに問題はない。母親の故郷である日本に強い興味と憧れを抱いていたが、公私にわたり面倒を見てくれる主人公に徐々に惹かれていく。

### ステージ8

#### メインヒロイン
萩山伊乃（はぎやま いの）
3年生→4年生。しのぶ虐めの犯人との交換の形で雨志野超女学園から編入。雨志野時代は生徒会長を務め、生徒たちの恋の成就のために尽くしたが、そのせいか自身は恋の成就を果たすことなく恋ヶ崎女学園にやってきた。元生徒会長のキャリアを生かし、桐夜より生徒会長の補佐役を任ぜられる。性格は明るい反面かなりのドジで、何度も転倒してはパンモロを見せてしまう。主人公の1学年上だが他人行儀な関係を嫌い、会話もタメ口、「萩山さん」ではなく「伊乃」と呼ばせている。
生徒総会を前に伊乃が管理していた会計資料が紛失するという大ピンチに見舞われるが、主人公とその恋人たちが奔走し、各委員会、部の会計資料を締め切り30分前に集め直した。この主人公の献身的な奔走により伊乃は恋心を抱くようになる。実は会計資料の紛失は桐夜と美鶴の策略で隠蔽していたものであり、桐夜は伊乃に恋の成就を成功させるべく主人公の行動力に賭けていた。なお美鶴は桐夜に対し、自分自身の恋愛成就を捨てた立場を伊乃とダブらせたのではとの疑念を持ったが、桐夜は否定している。

#### サブヒロイン
深森美姫（ふかもり みき）
3年生→4年生。起きている姿を見るほうが難しいといわれるほどいつも眠っている。多くの生徒が貴重な男子である主人公を好奇の目で見る中、全く興味を示さない。しかし主人公が根気強く接する中、徐々に興味を向けるようになっていく。
冴木凜（さえき りん）
2年生→3年生。機械工作部。新しい機械工作やその用途のアイディアを求めるべく男子部に依頼。主人公は風発生器をスカートめくりに利用する等およそ女子には受け入れられそうもないアイディアを出すが、顔色1つ変えず受け入れる。性格は非常に無感情だが、時折照れる表情を見せる。

### ステージ9

#### メインヒロイン
若松美鶴（わかまつ みつる）
2年生→3年生。生徒会副会長。第8章から登場している。自分がいながら伊乃を生徒会長補佐役に任命することを快く思っていなかった。
規則重視を重んじ、会長の桐夜からは非常に頼りにされているが、一方で融通の利かない性格を疎む生徒もいる。そのため、桐夜不在の際、会長代理を務めたときはバスケットボール部と写真部に臨時予算増額を頼まれ、それを断ることで信頼を失う大きなピンチに見舞われるが、主人公が奔走し、カンパを集め、救われる。自分には女性としての魅力がないと劣等感を抱いていたが、主人公がそれを取り払う。

#### サブヒロイン
籠中千登里（かごなか ちどり）
1年生→2年生。両親から厳しく躾けられ、非常に礼儀正しく、言葉づかいも丁寧。一方でやや世間知らずな一面もあり、主人公は振り回される。

### ステージ10
現在、ステージ10のサブヒロインは登場していない。

#### メインヒロイン
鳳凰院桐夜（ほうおういん きりよ）
3年生→4年生。恋ヶ崎超女学園の生徒会長。第1章から登場している。理事長の娘であり事実上の最高権力者。容姿端麗、成績優秀、才色兼備という完全無欠の女王で、知名度、人望、影響力とも他の生徒を圧倒している。性格は冷静沈着にして冷酷なところがあり、「氷の女王」の異名を持つ。母親である理事長は恋ヶ崎女学園OGで、ここで恋の成就を果たして桐夜と桐華を出産した。その母親が廃校寸前の恋ヶ崎女学園を丸ごと買収して立ち直らせた経緯から、学校を守りたい思いは人一倍強い。しかし、そのためには手段を選ばないところがあり（自らも認めている）、妹の桐華も「お姉様のことは尊敬しているが、考え方には必ずしも同意できない時がある」と評している。主人公も、最初は落ちこぼれであることを見抜き、別の男子の配属を願うために学園からの追放さえ考えていたが（いきなり「死んでくださらないかしら？」と告げられた。）、少しずつ彼の人を惹きつける不思議な力に興味を持つようになっていった。
ステージ10のストーリーでは、赤多超女学園と合同という形でチャリティーバザーの開催が決定されたところから始まる。バザーの実態が超女学園同士の評価の競争でもあることを知っていた桐夜は生徒会自ら実行委員会となってこのバザーに当たることになり、男子部に協力を依頼した。しかし、赤多超女学園のバザーの出し物が超高級品ばかりであることを知った桐夜は競争心から生徒たちの出し物を私財をなげうって高級品に入れ替える作戦に出る。チャリティーの主旨を歪めるこのやり方に疑問を感じた主人公は初めて桐夜と激しく口論するが、桐夜の方針で動き出した以上後戻りはできないと協力を決意。このとき、出し物を入れ替える旨を伝えるため生徒一人一人に直筆の手紙を書いていた桐夜の姿を見た主人公は桐夜のただ冷静・冷酷ではない一面を感じる。
バザー直前、恋ヶ崎超女学園の出し物として桐夜が購入した荷を積んだトラックが事故に遭い、荷はすべて焼失するという大ピンチに見舞われる。桐夜もあきらめかけ、憔悴していしまう。桐夜を放っておけない想いを抱いた主人公は、桐夜になぜそこまで学校を守ることにこだわるのかを問いかけ、上記の理由を打ち明けられる。しかし、桐夜が学校を守るなら、自分が桐夜を守ると言い切った主人公が機転をきかせ、これまでの人脈を生かしてお祭りのような形態でのバザーを大急ぎで準備、これが好評となり、評判は恋ヶ崎女学園が上回った。
桐夜は「自分は学校を守る。そのためには手段を選ばない。時には男子や男子の恋人たちに不利益なこともしなければならない」との考えから自分は絶対に恋をしないと誓っていたが、主人公の行動力と熱意、桐夜への思いについに主人公への思いの封印を解き、恋の成就を成し遂げる。
恋ヶ崎超女学園には首席で入学し、新入生のあいさつでいきなり学園の改革を予告した。
4年生に進級した後のストーリーとなるステージ12において、恋ヶ崎超女学園の経営を目指しており経営学を学びたいとしている。

### ステージ11
現在、ステージ11のサブヒロインは登場していない。

#### メインヒロイン
鹿島紅葉（かしま もみじ）
2年生→3年生。ステージ10では赤多超女学園所属で、同校のバザー実行委員長として登場。
鳳凰院姉妹とは幼馴染で、名家の一人娘として厳しくしつけられ愛情に飢えていたため、妹と同様の愛情をもって接してくれた桐夜を姉のように慕っているが、そのため実の妹である桐華に嫉妬心を抱いている。桐華は紅葉に特に悪い感情は抱いていない。
学生交換システム（2つの学校の代表者が相手校に在籍し、交流を深める制度）によって、桐夜との交換で一時的に恋ヶ崎超女学園に在籍する。
最初は主人公のことを「猿」と呼ぶほど毛嫌いしており、桐夜と恋の成就を成したことを快く思っていなかった。このため優秀で品行方正な赤多の男子と桐夜を引き合わせることで主人公をあきらめさせる目論見だった（桐夜は最初から見抜いていた）。
恋ヶ崎では男子部が面倒を見ることになり、主人公と行動をともにする。その中で、落ちこぼれの主人公にもかかわらず生徒会の主要人物（桐夜、美鶴、伊乃）や麗のようなまじめな生徒までもが恋人となっていることを知り、驚くとともに、男子の魅力は能力だけではないことを知っていく。また、自分のような他人を蹴落としてでも男子を射止めようとする性格までも受け入れる主人公に対する感情も変化していく。
交換期間終了後、正式に恋ヶ崎女学園に転校が決まる。転校後は生徒会に配属が決まっていたが、正式な手続きが終わるまでは引き続き男子部預かりとなる。

### ステージ12

#### メインヒロイン
柳沢雨音（やぎさわ あまね）
新1年生。初登場はイベント「ドタバタ学園見学会」。入学試験の成績が優秀だったため、新1年生代表として男子部に配属される。

#### サブヒロイン
蜂矢めい（はちや　めい）
新1年生。初登場はイベント「ドタバタ学園見学会」。好奇心が強く、活発。運動能力は高いがチームプレーが苦手（経験不足による）という弱点を抱えていたが、主人公と一緒にプレーすることにより克服していった。
忌部莉紗（いんべ　りさ）
新1年生。初登場はイベント「ドタバタ学園見学会」。ミステリアスな雰囲気を漂わせる。
茨目葵（いばらめ あおい）
新1年生。男子部員の候補になる優秀な人物だが、性格が斜め上過ぎて男子部に選ばれなかった経歴がある。
最初は男子である主人公よりも人造人間のナナの方に興味を持っていた。

### イベントのみ登場するヒロイン
一ノ瀬るい（いちのせ るい）
2年生。桐華のクラスメート。イベント「みんなでピクニック？？」で登場。主人公の歓迎会を兼ねたキャンプ大会を行うものの、キャンプファイヤー（皆は食事の火起こしのつもりだった）が爆発、主人公と2人で森へ逃げ込むことになる。
アミ
「バカンス〜人魚島編」で登場。桐華の計画で鳳凰院家の別荘に招待された際に遭遇した女の子2人のうち1人。実は人魚。普段は人間の姿をしているが、下半身を水につけると人魚の姿になる。レズビアンの気があり、レミのことが好きで男子に興味はない。
レミ
「バカンス〜人魚島編」で登場。アミと行動をともにしている人魚。アミと同じく、普段は人間の姿。アミと対照的に主人公に興味を抱いている。
2021年に開催されたイベント「ふたりのヒミツ」で2人は再登場を果たした。7年ぶりの登場だが、作中時間では1年しかたっていない。
井森萌子（いもり もえこ）
1年生。「夏祭り大集合!」「プールに大集合!」に登場。小梅のクラスメート。純花と同じ妹部所属で、純花を「部長」、主人公を「お兄ちゃん」と呼ぶが、純花とは妹観の違いがある。
尾島真奈（おしま まな）
「伊乃のどきどきナイトクルージング」で登場。10歳の女の子。礼儀作法に厳しく、伊乃のドジっぷりに呆れて怒る事もある。
八幡乱舞（はちまん らんぶ）
2年生。N・N+キャラクター人気投票1位でカードヒロインイベントに登場。舞香と同じ新体操部。実力は一流だが、演技に没頭するあまり周りが見えなくなってアウトマット等で減点され、結果を出せずにいた。舞香のように男子と行動をともにすることでより女の子らしくなることでそれを克服したいという不思議な思考過程と男子部に依頼。主人公と行動をともにするようになる。
御代胡桃（みよ くるみ）
1年生。N・N+キャラクター人気投票2位でカードヒロインイベントに登場。1年生としては「反則級（主人公）」のグラマラスなスタイル。純花と同じ妹部所属だが、入部して間もないため妹らしい振る舞いには慣れていない。廊下で主人公と衝突、足を捻挫した際、主人公がおんぶして保健室に連れて行き、手当てをしてもらったことで主人公になつくようになる。料理が得意。
真紗羅真白（まさら ましろ）
1年生。N・N+キャラクター人気投票3位でカードヒロインイベントに登場。いつも屋上でうたた寝をするのが大好きで、その屋上でたまたま休憩に来た主人公と出会う。いろいろな男子から告白を受ける夢をよく見る、いわゆる「恋に恋する少女」だったが、だんだんと告白を求める相手が主人公のみになっていく。いつものように屋上でうたた寝をしている間に天候が悪化、動けなくなっているところを主人公が救出、一気に二人の距離が近づいていく。
伊藤舞雪（いとう まゆき/まゆきち）・七沢みあ（ななさわ みあ/みゃーちゃん）
「美少女全鑑☆キャンパス編」とのコラボイベント「ようこそ☆恋ヶ崎女学園へ」で登場。2年生（主人公の1つ下）。それぞれ諸事情により前の学校での「恋の成就」が困難と判断され恋ヶ崎女学園に転校してきた。
七木戸さより（ななきど さより）
「昇天!?ナースパラダイス」で登場。総合病院に勤務する看護師。今年学園（恋ヶ崎ではない）を卒業したばかりの新人。
イベント限定ヒロインには学園外の人物も積極的に登用することが決まった。その最初のケースである。
賢定瑛理（けんじょう えり）
「がんばれ教育実習生」で登場。荒れていたころの恋ヶ崎女学園の卒業生で、母校を改善ために教師を目指していた。
一般教科の指導は問題なくこなすが、学生時代に男性との関わりがなかったため女子道は不得手。
長森三景（ながもり みかげ）
「危険な?ガーディアン」で登場。フリーのイラストレーター。恋ヶ崎出身だが恋ヶ崎女学園でない学園の卒業生。
主人公を推し活の対象としているが、「対象には極力接触しない」というポリシーのため主人公は存在を知らなかった（ナナは知っていたようである）。
実成亜衣（みなり あい）
「ドタバタ職業体験!」で登場。イベント会社社員。
大畝紗子（おおうね さえこ）
「メロメロ!?大人のおねえさん」で登場。アパレルショップ店長。
深森美姫とその姉優姫の幼馴染で保科康恵と深森優姫の超女学園時代の同級生。
リコ
「南の島の少女」で登場。南の島に住む少女。
祖母と2人暮らしで、祖母の所持する島に主人公たちのクルーザーが寄島（嵐のための緊急避難）ことから交流する。
祖母を一人にできないため、弟妹に祖母を任せられるようになったら恋ヶ崎に留学をしたいと考えている。
桃井奏歌（ももい そうか）
アイドル研究部所属。ストーリーに登場したことはないが、イベントのランキング上位常連の一人が推しているため結果発表に頻繁に登場している。
結果発表時には新曲を披露する。